# ETOPS

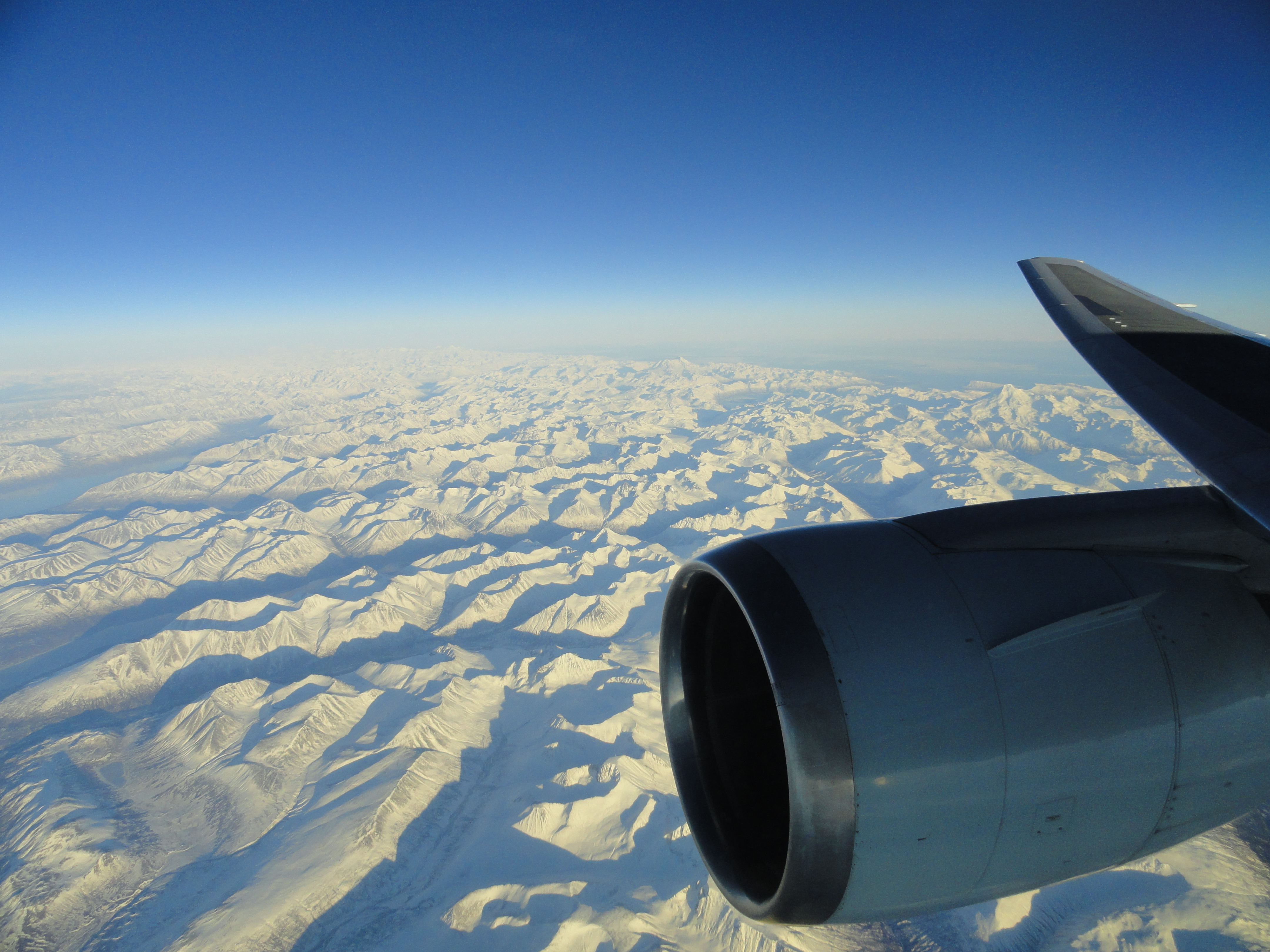
Boeing 767 avión comercial a reacción de fuselaje ancho para vuelos de media a larga distancia.

ETOPS (acrónimo inglés de Extended Operations, anteriormente de Extended-range Twin-engine Operation Performance Standards) es un acrónimo de unas reglas de la Organización de Aviación Civil Internacional que permiten que los diseños modernos de aviones bimotorizados puedan realizar aquellas rutas en las que, en algún momento, la aeronave se encuentra a más de 60 minutos de distancia de un aeródromo adecuado. Esto permite que aviones como el B757, el B767, el B737, el B777, el B787, B747 (único cuatrimotor habilitado con ETOPS, exclusivamente el modelo -8), el A300, el A310, el A318, el A319, el A320, el A321, el A330  el A350 el Tu 204 y el Tu 214 puedan realizar rutas de larga distancia, especialmente aquellas que atraviesan desiertos, océanos o áreas polares, que antiguamente estaban prohibidas para los bimotores. 
En los países de habla inglesa se ha llegado a bromear sobre el significado de ETOPS, convirtiéndolo de hecho en un retroacrónimo, al sustituir su significado por el de  Engines Turn Or Passengers Swim ("los motores funcionan o los pasajeros nadan").

### ETOPS temprano
El Airbus A300 es el primer avión bimotor de fuselaje ancho que atravesó el Atlántico Norte, la bahía de Bengala y el Océano Índico bajo una norma de ETOPS 90.
Dick Taylor, director técnico de Boeing entonces, dijo “It'll be a cold day in hell before I let twins fly long haul, overwater routes.” (Va a ser un día frío en el infierno el día que permita hacer viajes transoceánicos de larga duración) como respuesta a las posibilidades que sus aviones hagan viajes transoceánicos. Pese a que estas afirmaciones se hicieron 5 años antes de las nuevas normas ETOPS, pero no se habían empezado con todas las actualizaciones de seguridad como redundancias y aumento de la evolución de la tecnología aeronáutica.

### ETOPS-120
En 1985 la FAA aprobó la normativa ETOPS-120, normativa que permite alejarse 120 minutos del aeropuerto capacitado más cercano a velocidad de un solo motor. El 1 de febrero de 1985 se hace el primer viaje transoceánico bajo ETOPS-120 operado por la aerolínea Trans Worlds Airlines (TWA) desde Boston a París. El vuelo fue realizando por el Boeing 767-200 quemando 3,2 toneladas menos de combustible por hora, esto hizo que TWA se gastara alrededor de 2,6 millones de dólares por cada nueva adquisición para las nuevas rutas.
Airbus tuvo que esperar a Singapore Airlines para que con un A310 en abril de 1986 lograra viajar bajo los estándar del ETOPS-120, Pan Am popularizó más adelante los viajes transatlánticos, logrando que hubiera más de 20 operadores de Airbus con ETOPS-120, antes de 1990.

### ETOPS-180
En 1988 la FAA enmendó la normativa ETOPS-120 para extenderlo hasta una duración de 180 minutos, esta normativa se volvió más estricta con la seguridad técnica y redundancias de la ingeniería. Esta normativa empezó como una extensión para aeronaves autorizadas para ETOPS-120 que no hubieran presentado ningún tipo de fallo durante un año. Esta medida no fue aceptada por órganos reguladores de la aviación hasta 1990. El Boeing 777 fue el primer avión fabricado de serie con ETOPS-180, en 1989, antes de que en Europa existiera esta normativa.